# CAR Development 2006
Il  CAR Development (sino al 2008 Castel Beer Trophy) è un torneo di rugby a 15 riservato a nazionali africane e sponsorizzato dalla Castel Beer. È organizzato dalla Confédération Africaine de Rugby e noto anche come "CAR Super 16". Il torneo è riservato alle squadre di secondo livello del rugby africano l'edizione 2006 è stata vinta dalla Tanzania

## Risultati

### Zona Nord: Gruppo A
| Nyamey 24 marzo 2006 | Niger | 24 – 0 | Ciad |  |

| Nyamey 24 marzo 2006 | Burkina Faso | 5 – 3 | Mali |  |

| Nyamey 26 marzo 2006 | Mali | 12 – 5 | Ciad |  |

| Nyamey 26 marzo 2006 | Niger | 17 – 5 | Burkina Faso |  |

| Nyamey 28 marzo 2006 | Burkina Faso | 32 – 0 | Ciad |  |

| Nyamey 28 marzo 2006 | Niger | 15 – 0 | Mali |  |

| Pos | Nazione      | G | V | N | P   | d.p. | Pts |
| --- | ------------ | - | - | - | --- | ---- | --- |
| 1   | Niger        | 3 | 3 | 0 | 0   | 51   | 6   |
| 2   | Burkina Faso | 3 | 2 | 0 | 1   | 22   | 4   |
| 3   | Mali         | 3 | 1 | 0 | 2   | -10  | 2   |
| 3   | Ciad         | 3 | 0 | 0 | -63 | -10  | 0   |

### Zona Nord: Gruppo B
| Lome 25 luglio 2006 | Nigeria | 33 – 3 | Benin |  |

| Lome 25 luglio 2006 | Togo | 8 – 3 | Ghana |  |

| Lome 27 luglio 2006 | Nigeria | 32 – 13 | Ghana |  |

| Lome 27 luglio 2006 | Togo | 19 – 12 | Benin |  |

| Lome 29 luglio 2006 | Ghana | 34 – 9 | Benin |  |

| Lome 29 luglio 2006 | Nigeria | 12 – 11 | Togo |  |

| Pos | Nazione |   | G | V | N | P   | d.p. | Pts |
| --- | ------- | - | - | - | - | --- | ---- | --- |
| 1   | Nigeria | 3 | 3 | 0 | 0 | 50  | 6    |     |
| 2   | Togo    | 3 | 2 | 0 | 1 | 11  | 4    |     |
| 3   | Ghana   | 3 | 1 | 0 | 2 | 1   | 2    |     |
| 3   | Benin   | 3 | 0 | 0 | 3 | -62 | 0    |     |

### Zona Nord: Finale
- Non disputata: Vittoria al Niger per forfait della Nigeria

### Zona Sud: Gruppo A
| Arusha 15 agosto 2006 | Tanzania | 68 – 3 | Burundi |  |

| Arusha 17 agosto 2006 | Burundi | 19 – 6 | Ruanda |  |

| Arusha 19 agosto 2006 | Tanzania | 71 – 8 | Ruanda |  |

| Pos | Nazione  | G | V | N | P | d.p. | Pts |
| --- | -------- | - | - | - | - | ---- | --- |
| 1   | Tanzania | 2 | 2 | 0 | 0 | 128  | 4   |
| 2   | Burundi  | 2 | 1 | 0 | 1 | 13   | 2   |
| 3   | Ruanda   | 2 | 0 | 0 | 2 | -76  | 0   |

### Zona Sud Gruppo B
| Port Luis 30 maggio 2006 | La Riunione | 48 – 0 | Mayotte |  |

| Port Luis 30 maggio 2006 | Mauritius | 20 – 15 | Botswana |  |

| Port Luis 1º giugno 2006 | Mauritius | 20 – 13 | Mayotte |  |

| Port Luis 1º giugno 2006 | La Riunione | 17 – 3 | Botswana |  |

| Port Luis 3 giugno 2006 | Mayotte | 8 – 37 | Botswana |  |

| Port Luis 3 giugno 2006 | Mauritius | 0 – 25 | La Riunione |  |

| Pos | Nazione     | G | V | N | P | d.p. | Pts |
| --- | ----------- | - | - | - | - | ---- | --- |
| 1   | La Riunione | 3 | 3 | 0 | 0 | 87   | 6   |
| 2   | Mauritius   | 3 | 2 | 0 | 1 | -13  | 4   |
| 3   | Botswana    | 3 | 1 | 0 | 2 | 10   | 2   |
| 3   | Mayotte     | 3 | 0 | 0 | 3 | -84  | 0   |

### Zona Sud: Finale
| Arousha 7 ottobre 2006 | Tanzania | 11 – 10 | La Riunione |  |

### Finale
| Arousha 29 ottobre 2006 | Tanzania | 29 – 10 | Niger |  |